# Liebenburg

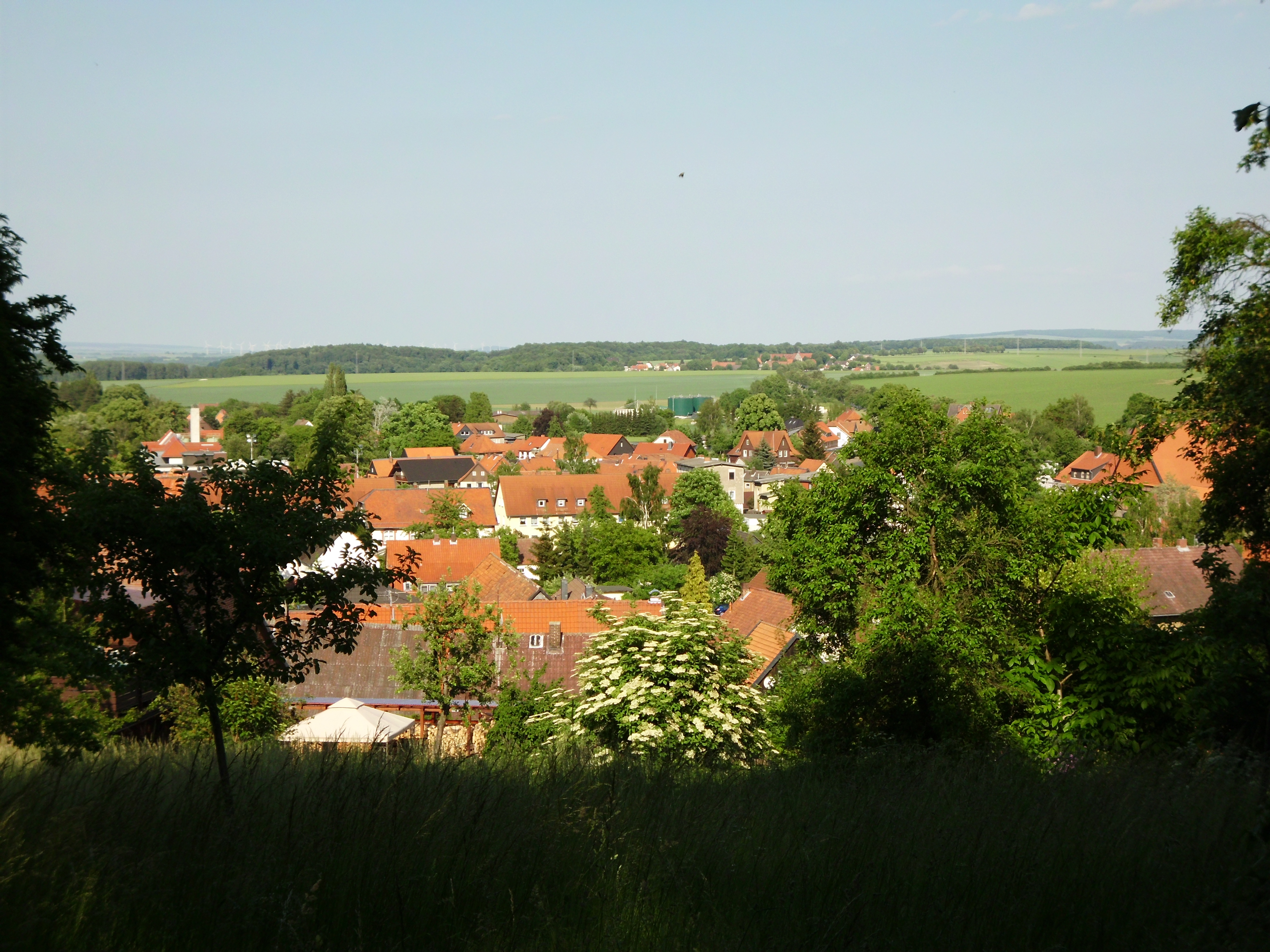
Blick auf Liebenburg

Liebenburg ist eine Gemeinde im Landkreis Goslar in Niedersachsen.

## Geographie

### Geographische Lage
Liebenburg liegt am östlichen Rand des südlichen Salzgitter-Höhenzugs im nördlichen Harzvorland zwischen Salzgitter-Bad und Schladen-Werla am 210 m hohen Burgberg. Durch den Ort fließt der Stobenbergbach, ein Nebenbach der Warne. Die nächstgelegenen Städte sind Goslar, Salzgitter und Wolfenbüttel.

### Nachbargemeinden
Die Gemeinde Liebenburg grenzt im Norden an die Stadt Salzgitter, im Osten an die Gemeinde Schladen-Werla, im Süden an die Stadt Goslar und im Süden an die Stadt Langelsheim.

### Gemeindegliederung
Quelle:

## Geschichte

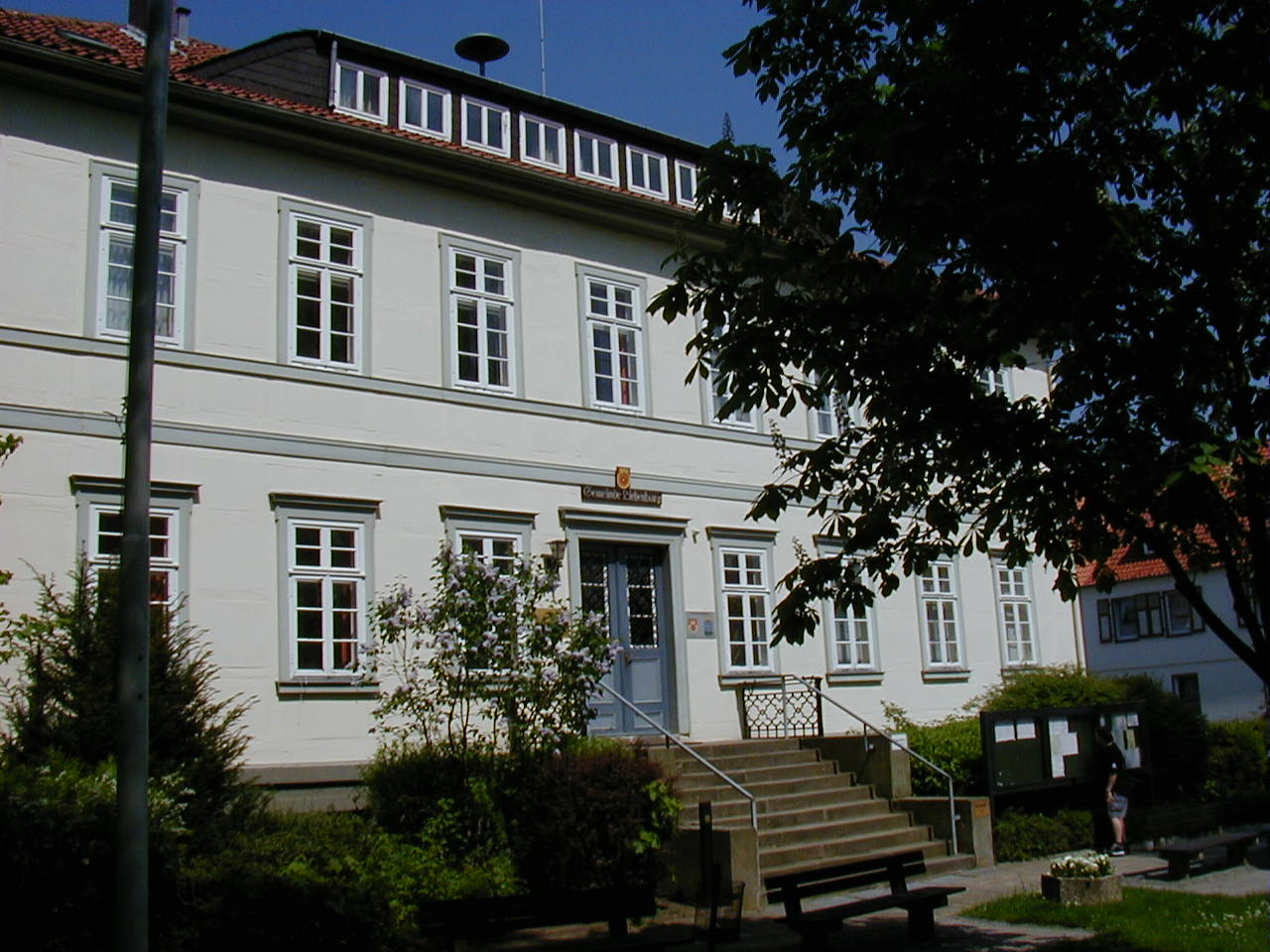
Fronteingang der Gemeindeverwaltung

Die von Alfred Tode ausgegrabene, stark zerstörte „Kammer vom mitteldeutschen Typ“ von Liebenburg liegt nur wenige Kilometer nordöstlich des Galeriegrabes von Bredelem.
Die Gründung des Ortes Liebenburg geht auf Ansiedlungen von Bauarbeitern, Tagelöhnern und Handwerkern zurück, die sich in der zweiten Hälfte des 17. Jahrhunderts unterhalb der um 1292 entstandenen und verfallenen Burg Liebenburg ansiedelten. Der entstehende Ort wurde „Burgfreiheit Liebenburg“ genannt. Der Amtshof, die heutige Domäne, war der einzige landwirtschaftliche Betrieb.
Die Einwohner Liebenburgs waren überwiegend katholischen Glaubens. Der Landesherr, der Fürstbischof vom Hochstift Hildesheim, hat die Ansiedlung katholischer Familien gefördert. Damals bestimmte der jeweilige Landesherr die Religion seiner Untertanen (→ Cuius regio, eius religio). Seit 1666 gibt es eine katholische Pfarrgemeinde mit eigenem Friedhof. Bis 1807 wurden hier auch die evangelisch-lutherischen Einwohner Liebenburgs bestattet.
Noch heute wird die Ortsentwicklung durch die 1882 gegründete private Nerven- und Pflegeklinik Dr. Fontheim geprägt, die mit ihren verschiedenen offenen und geschlossenen psychiatrischen Stationen einen Teil der Ortsfläche einnimmt, sowie durch die 1937 durchgeführte Vereinigung mit dem Dorf Lewe.
Das Hochstift Hildesheim wurde 1802 säkularisiert. Das Gebiet des ehemaligen Hochstifts Hildesheim einschließlich der heutigen Gemeinde Liebenburg wurde 1815 auf dem Wiener Kongress dem Königreich Hannover zugesprochen, das 1866 nach dem verlorenen Preußisch-österreichischen Krieg von Preußen annektiert und zur preußischen Provinz Hannover wurde. Als einzige Ausnahme bildete der Ort Ostharingen eine braunschweigische Exklave. 1941 wurden die hannoverschen Orte mit dem gesamten Landkreis Goslar dem Freistaat Braunschweig eingegliedert, der 1946 im neugegründeten Land Niedersachsen aufging.

### Eingemeindungen
Am 1. Juli 1972 wurden die Gemeinden Dörnten, Groß Döhren, Heißum, Klein Döhren, Klein Mahner, Neuenkirchen, Ostharingen, Othfresen und Upen im Rahmen der kommunalen Gebietsreform in Niedersachsen eingegliedert.

### Einwohnerentwicklung
| Jahr | Einwohner |
| ---- | --------- |
| 1821 | 4464      |
| 1848 | 5710      |
| 1871 | 5737      |
| 1885 | 5727      |
| 1905 | 6535      |
| 1925 | 6375      |
| 1933 | 6167      |
| 1939 | 8206      |
| 1946 | 13208     |
| 1950 | 13700     |
| 1956 | 12279     |
| 1961 | 11687     |
| 1968 | 11143     |
| 1970 | 10982     |
| 1975 | 10405     |
| 1980 | 9851      |
| 1985 | 9502      |
| 1990 | 9655      |
| 1995 | 9803      |
| 2000 | 9693      |
| 2005 | 9431      |
| 2010 | 8777      |
| 2015 | 8059      |
| 2017 | 7942      |
| 2021 | 7709      |

Einwohnerentwicklung von Liebenburg von 1821 bis 2017 nach nebenstehender Tabelle

(ab 1968 Stand jeweils zum 31. Dezember)

## Religion
Liebenburg ist Sitz der katholischen Pfarrgemeinde St. Mariä Verkündigung, sie gehört zum Pastoralen Raum Goslar im Dekanat Goslar-Salzgitter. Die Gottesdienste finden in der Schlosskirche Mariä Verkündigung statt.
Das St. Theresienstift am Burgberg war ein katholisches Altenpflegeheim in Trägerschaft der Kongregation der Barmherzigen Schwestern vom hl. Vinzenz von Paul (Vinzentinerinnen) in Hildesheim. An der Ostseite des Heimes befindet sich eine Kapelle. 2013 verließen wegen Nachwuchsmangels die letzten Ordensschwestern Liebenburg, das Theresienstift ist aus wirtschaftlichen Gründen geschlossen worden.
Die evangelisch-lutherische St.-Trinitatis-Kirche, zwischen Martin-Luther-Straße und Lewer Straße gelegen, gehört zur Propstei Goslar. Zur Kirchengemeinde gehört auch der Kindergarten an der Schäferwiese und der Friedhof am östlichen Ortsrand.

## Politik

### Gemeinderat
Der Rat der Gemeinde Liebenburg besteht aus 20 Ratsfrauen und Ratsherren. Dies ist die festgelegte Anzahl für eine Gemeinde mit einer Einwohnerzahl zwischen 7.001 und 8.000 Einwohnern. Die 20 Ratsmitglieder werden durch eine Kommunalwahl für jeweils fünf Jahre gewählt. Stimmberechtigt im Rat ist außerdem der amtierende Bürgermeister der Gemeinde. Die laufende Amtszeit begann am 1. November 2021 und endet am 31. Oktober 2026.
Bei der Kommunalwahl 2021 ergab sich folgendes Ergebnis und folgende Sitzverteilung:
| Gemeinderatswahl Liebenburg 2021Wahlbeteiligung: 62,5 % 6050403020100 50,7 %29,9 %8,9 %6,9 %3,5 %n. k. %n. k. %n. k. % SPDCDUGrüneAfDEinzeleFDPLinkeEinzelhGewinne und Verlusteim Vergleich zu 2016 %p 6 4 2 0 −2 −4+5,7 %p−2,2 %p+4,5 %p−2,5 %p+3,5 %p−3,8 %p−3,2 %p−2,1 %pSPDCDUGrüneAfDEinzelFDPLinkeEinzelAnmerkungen:e Einzelbewerber Matthesh Einzelbewerber Rehberg | Sitzverteilung im Gemeinderat Liebenburg seit 2021Insgesamt 20 Sitze - SPD: 11 - Grüne: 2 - CDU: 6 - AfD: 1 |

### Bürgermeister
Seit dem 1. Oktober 2013 ist Alf Hesse (SPD) hauptamtlicher Bürgermeister. Bei der Wahl am 22. September 2013 erhielt er 57,6 Prozent der abgegebenen Stimmen. Er folgte damit auf Hubert Spaniol (SPD), der seit 1996 im Amt war. Bei der Wahl am 12. September 2021 erfolgte mit 73,6 Prozent der abgegebenen Stimmen die Wiederwahl von Alf Hesse für weitere fünf Jahre.

### Ortsrat
Der Ortsrat, der nur für den Ortsteil Liebenburg in der gleichnamigen Gemeinde zuständig ist, setzt sich aus sieben Mitgliedern zusammen. 
Bei der Kommunalwahl 2021 ergab sich folgende Sitzverteilung:
| Sitzverteilung im Ortsrat Liebenburg seit 2021Insgesamt 7 Sitze - SPD: 5 - CDU: 2 |

### Ortsbürgermeister
Ortsbürgermeister für den Ortsteil Liebenburg ist Günther Meyer (SPD).

### Wappen

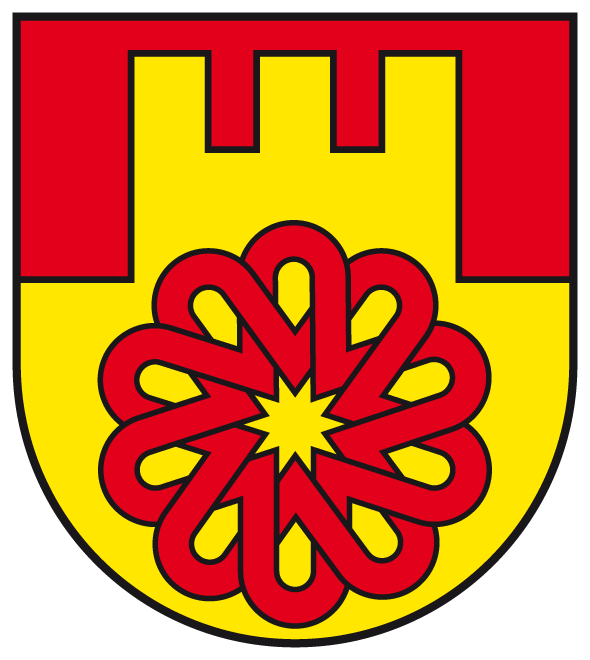
Wappen der Gemeinde Liebenburg (seit 1974)
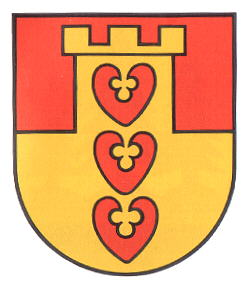
Wappen der Gemeinde (1960–1974) und der Ortschaft Liebenburg (seit 1974)

#### Wappen der Gemeinde Liebenburg
Das Wappen wurde am 31. Mai 1974 genehmigt. Das Wappen wurde vom Grafiker und Heraldiker Philipp Schmidt aus Vienenburg gestaltet.
Mit der Zehnpassrosette sollen anhand einer Zahlensymbolik alle zusammengeschlossenen Orte gleichberechtigt repräsentiert werden. Die straff stilisierte Burg stellt die Liebenburg dar, die um 1292 vom Bischof Siegfried II. von Hildesheim als Bollwerk gegen die braunschweigischen Herzöge errichtet worden war. Die Liebenburg hat sowohl dem eigentlichen Ort als auch der heutigen Großgemeinde den Namen gegeben.

#### Wappen der Ortschaft Liebenburg
Das ehemalige Gemeindewappen und heutige Ortschaftswappen wurde am 17. Oktober 1960 genehmigt. Das Wappen wurde vom Grafiker und Heraldiker Philipp Schmidt aus Vienenburg gestaltet.
Die Burgsilhouette mit den drei Seerosenblättern erinnert an das seit 1131 bekannte Dorf Lievethe, später Lewe genannt – eine noch ältere Siedlung, die ihrerseits der Burg den Namen gegeben hatte. Neben der um die Burg herum gewachsenen Ansiedlung bestand der Ort Lewe weiter und wurde erst 1937 mit Liebenburg vereinigt.

### Partnerschaften
Liebenburg pflegt Gemeindepartnerschaften zu Saint-Aubin-sur-Mer in der Normandie (Frankreich) und Friedrichsbrunn (Stadt Thale) in Sachsen-Anhalt.

## Kultur und Sehenswürdigkeiten

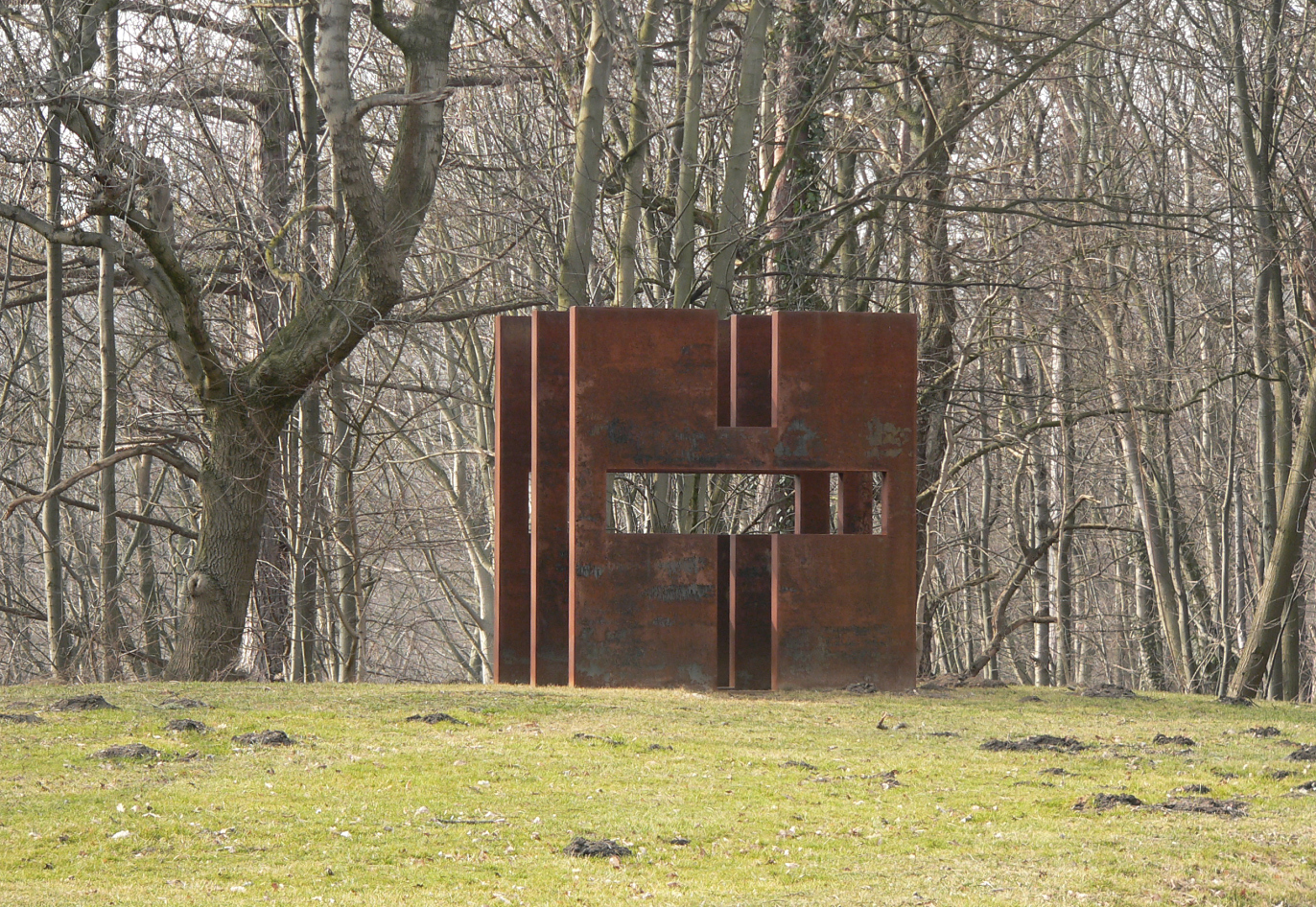
Skulptur im Skulpturenpark auf dem Burgberg

In den terrassenförmigen Anlagen des Schlossparks auf dem Burgberg befindet sich ein Skulpturenpark, für dessen Entstehung sich der in Liebenburg lebende Künstler Gerd Winner engagierte. Die Skulpturen sind aus Salzgitter-Stahl gefertigt.
Der ehrenamtlich tätige Kulturverein Lewer Däle Liebenburg e. V. organisiert Musik-, Kunst-, Theater- und Kleinkunst-Veranstaltungen, die vorwiegend in der Begegnungsstätte „Lewer Däle“, einem Pfarrhof aus dem 19. Jahrhundert, stattfinden. Jährlich im April wird dort auch das Kirschblütenfest ausgerichtet.
Liebenburg ist in der Geschichte des künstlerischen Puppenspiels von einiger Bedeutung. Nach dem Krieg gründete der Schriftsteller Rudolf Otto Wiemer hier die Liebenburger Puppenspiele. Wiemers Liebenburger Krippenspiel war vor allem in Laienspielkreisen ein begehrter Spielstoff.
In den Ortschaften Groß Döhren, Neuenkirchen und Othfresen gibt es Heimatmuseen, die nach Vereinbarung besichtigt werden können.
Südlich von Klein Mahner auf einem markanten Hügel befindet sich die (stark gestörte) Megalithanlage auf dem Hillah (Mitteldeutsche Kammer von Liebenburg).
Das Mineralwasser-Freibad verfügt über ein 50-m-Sportbecken, ein Nichtschwimmerbecken, ein Planschbecken, eine Sprungturmanlage bis fünf Meter Höhe mit Springerbecken, eine Minigolf-Anlage und eine Beachvolleyball-Anlage. Ein Teil des Golfplatzes Salzgitter befindet sich im Norden auf Liebenburger Gemeindegebiet.
Der Museumsverein Dampflok-Gemeinschaft 41 096 e. V. im Ortsteil Klein Mahner führt regelmäßig Fahrten mit einer Dampflokomotive sowie Draisinen-Aktionstage auf der Warnetalbahn durch.
Der Schroederstollen, ein ehemaliger Bergwerksstollen nahe Klein Döhren, wird seit 2006 von einer Arbeitsgemeinschaft freigelegt und wiederhergestellt. Zusammen mit einem wiederaufgebauten Abschnitt der Schmalspurbahn soll aus dieser Anlage ein Museum entstehen.

### Bauwerke
Burg Liebenburg

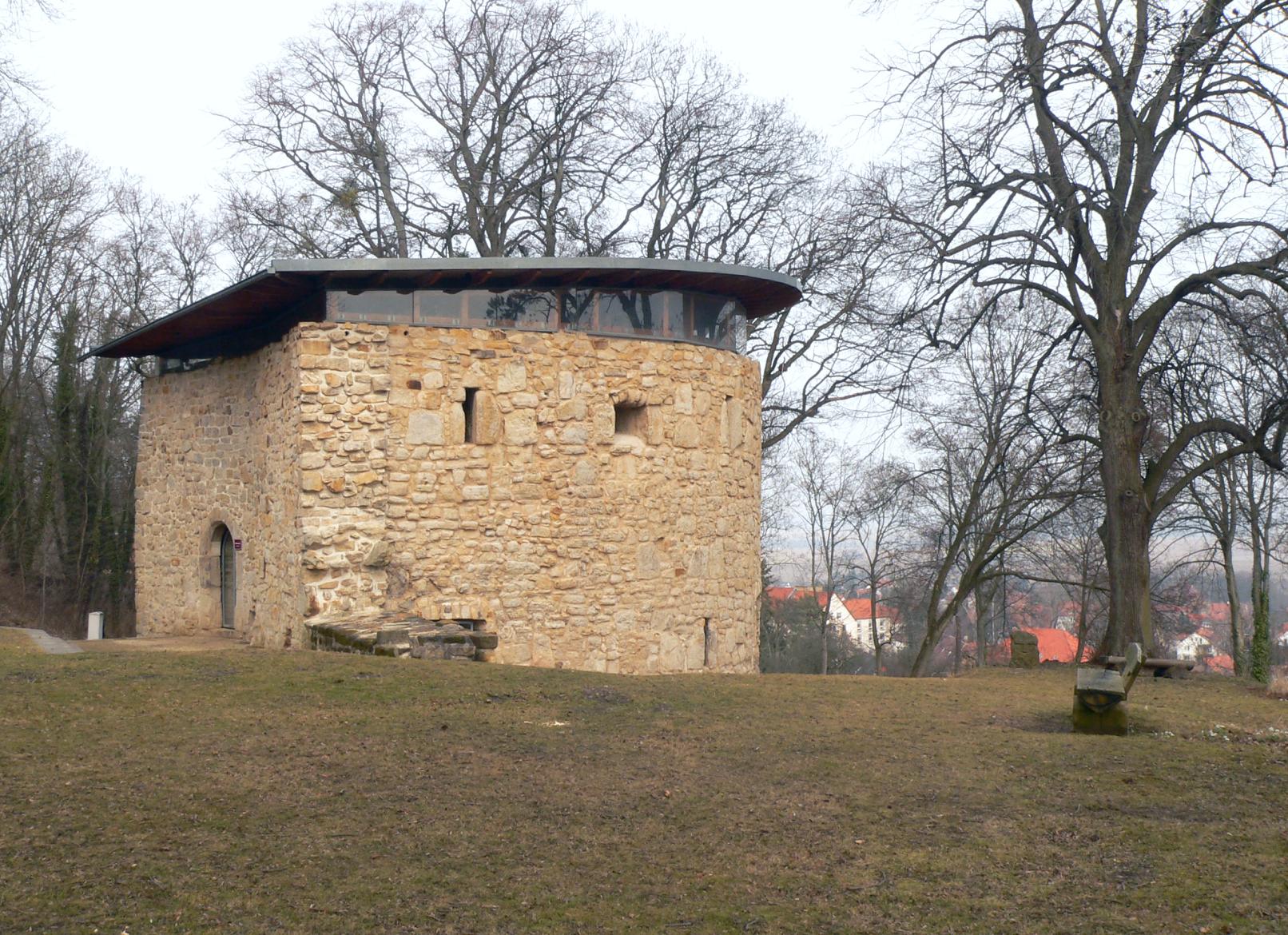
Flankierungsturm der Burg Liebenburg

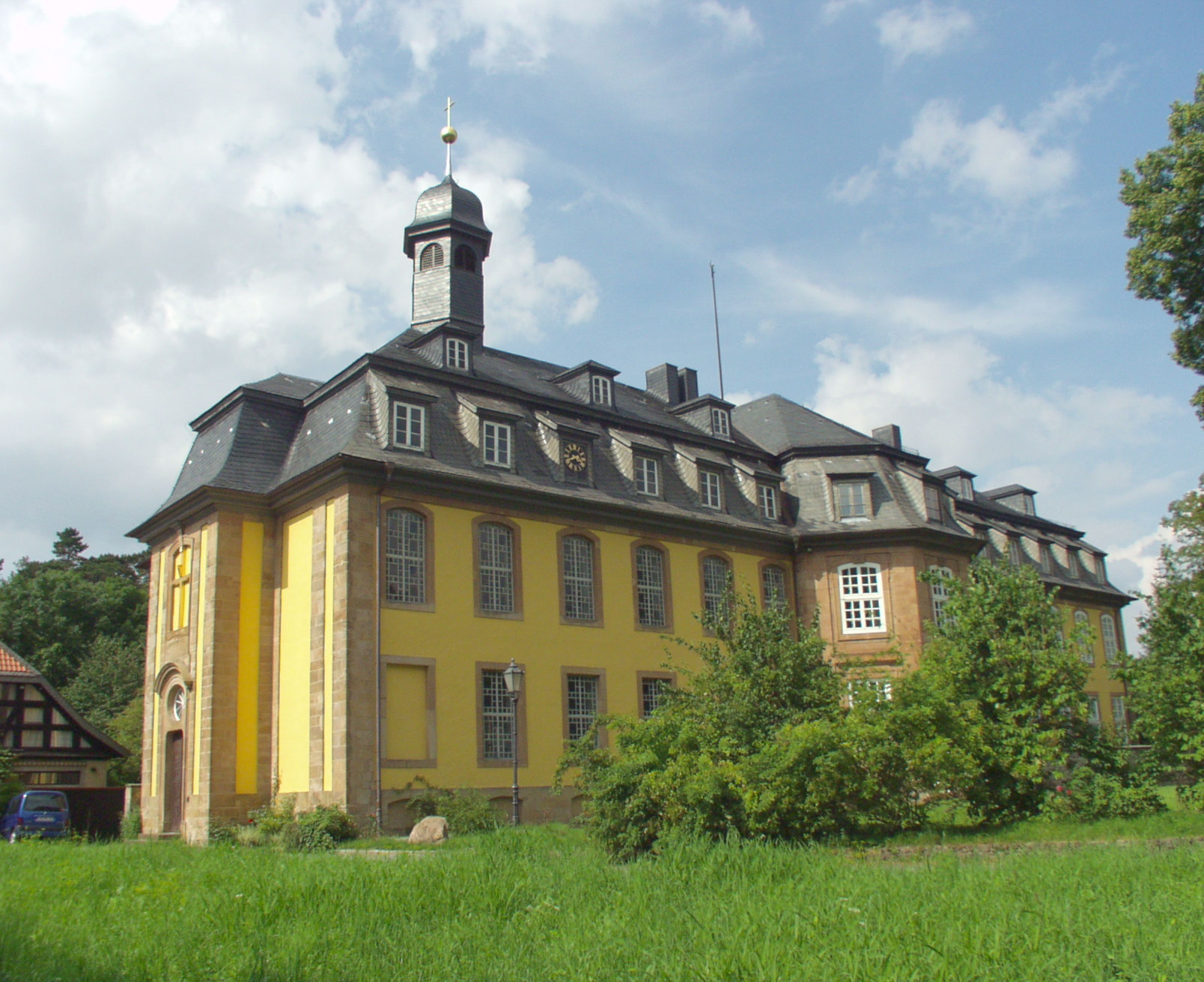
Schloss Liebenburg mit Schlosskirche

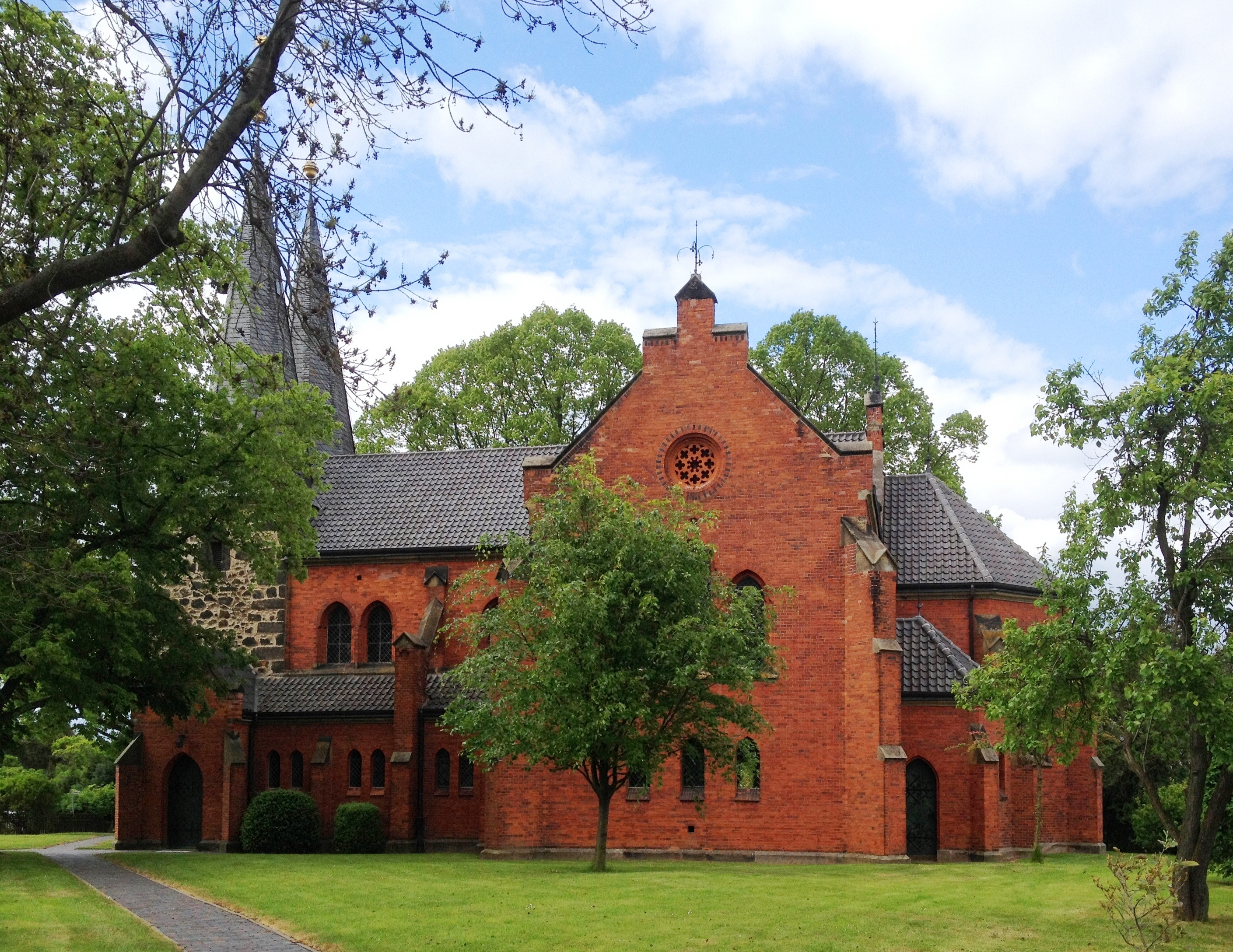
Evangelisch-lutherische Kirche St. Trinitatis

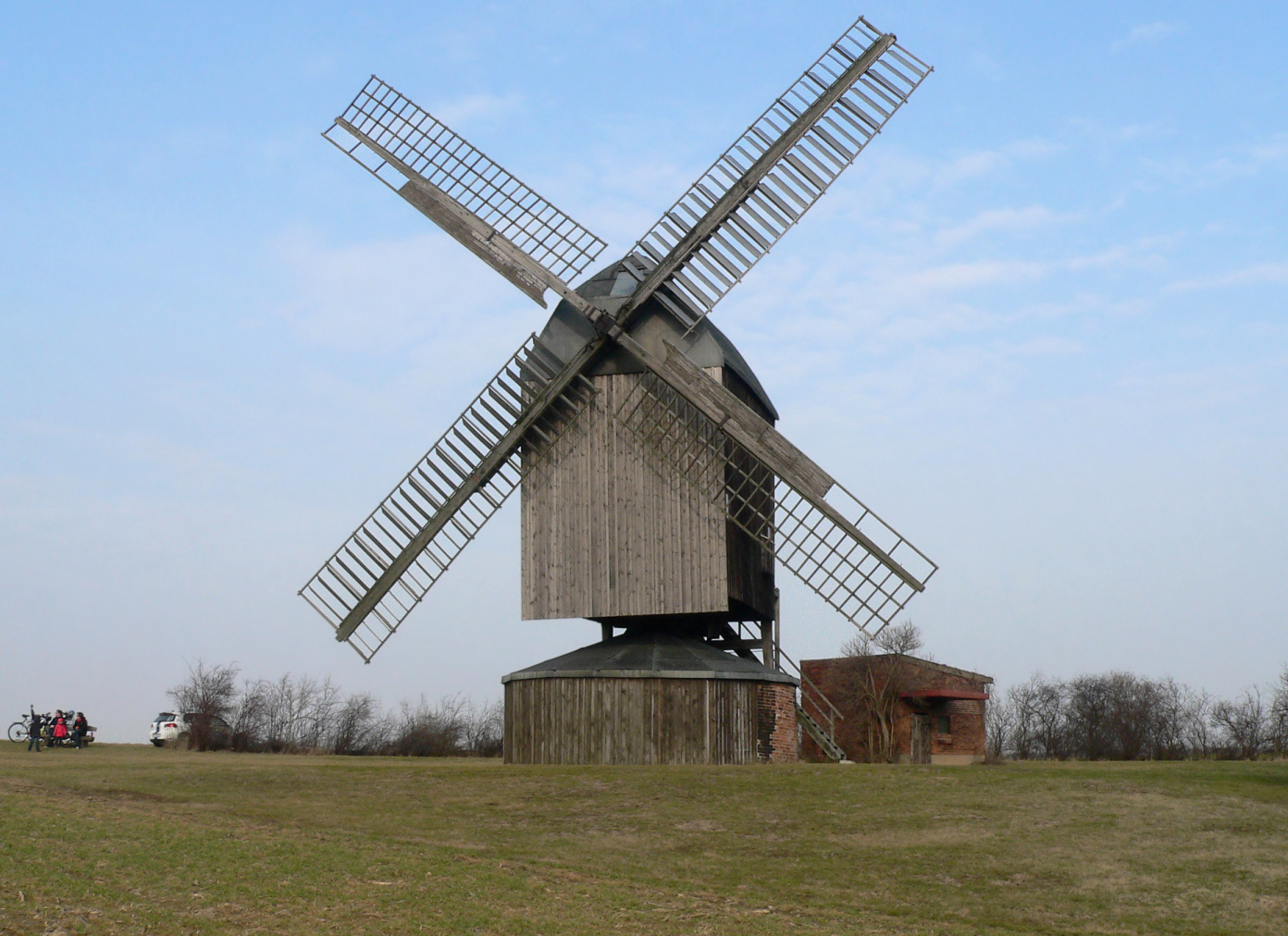
Bockwindmühle Liebenburg kurz vor dem Brand, 2012

Die Liebenburg war eine um 1292 entstandene mittelalterliche Burganlage. Während des Dreißigjährigen Krieges kam es zu großen Zerstörungen. Im Laufe der Zeit hatte sich die Bausubstanz der Burg enorm verschlechtert, so dass nach 1750 große Teile der Burg abgebrochen wurden. Von der Anlage ist nur der Hausmannsturm auf der nördlichen Höhe erhalten geblieben sowie Reste von zwei weiteren Mauertürmen der Vorburg und einige Abschnitte der Ringmauer. Der Hausmannsturm wurde im Oktober 1991 nach einer Teilsanierung wieder für die Öffentlichkeit freigegeben.
Schloss Liebenburg
Das heute in Privatbesitz befindliche Barockschloss mit der katholischen Schlosskirche Mariä Verkündigung wurde von Fürstbischof Clemens August, einem bayerischen Prinzen, errichtet. Dazu brach man 1750 bis 1754 die Reste der noch vorhandenen Ruine der Liebenburg fast vollständig ab. Aus Geldmangel – der Siebenjährige Krieg war ausgebrochen – konnte bis 1760 unter Fürstbischof Clemens August nur der Westteil des Lust- und Jagdschlosses mit der Schlosskapelle fertiggestellt werden. Im Jahr 1766 wurde die erst nach 1650 wiederhergestellte und ab 1710 erneuerte Burgkirche abgetragen und die Schlosskapelle zugleich katholische Pfarrkirche.
Seit der Errichtung der Burg 1292 durch Bischof Siegfried II. von Hildesheim befand sich am Siedlungsort Liebenburg der Sitz der Verwaltung und ab 1381 der Sitz des Gerichts. Die Bediensteten des Amts und des Gerichts waren auf der Burg, zu Beginn des 18. Jahrhunderts auf der Domäne und danach im Ostflügel des 1815 fertiggestellten Liebenburger Schlosses untergebracht. Im Jahr 1885 wurde das Amt Liebenburg aufgelöst, das Gericht 1959 nach Salzgitter verlegt. Es gab ursprünglich zwei Forstämter, von denen eines erhalten blieb.
Kirche St. Trinitatis
Im alten Lewe, am östlichen Rand des heutigen Ortes, steht die 1863 nach Plänen von Conrad Wilhelm Hase aus Backsteinen im neugotischen Stil erbaute Kirche St. Trinitatis; der wehrhafte Kirchturm stammt noch aus dem Jahr 1518. Der Pfarrhof der Kirche wurde im Jahr 1846 errichtet. Auf dem angrenzenden Friedhof steht eine 1935 erbaute Kapelle.
Ehemalige Bockwindmühle
Die historische Bockwindmühle Liebenburg aus dem 19. Jahrhundert, einst ein Wahrzeichen der Gemeinde, wurde im Mai 2012 durch einen Brand zerstört.

### Sport
In Liebenburg gibt es mehrere Sportvereine, die sich überwiegend dem Breitensport widmen. Es werden u. a. die klassischen Feld- und Hallensportarten angeboten. Es gibt den TSV Liebenburg, für Fußball den VfL Liebenburg, sowie mehrere Schützenvereine. Sowohl in Ostharingen, Klein Mahner und Döhren gibt es jeweils einen Schützenverein. In Dörtnten gibt es eine Schützengilde. Die Ortschaft Liebenburg verfügt über eine Schützengesellschaft, welche 1872 gegründet wurde. 1953 wurde in Liebenburg ein Spielmannszug gegründet. Einmal jährlich findet am zweiten Wochenende im Juni ein Schützenfest in Liebenburg statt.

## Wirtschaft und Infrastruktur

### Verkehr

#### Individualverkehr
Durch das westliche Gemeindegebiet verläuft die B 6 zwischen Hildesheim und Goslar. Die Ortschaften der Gemeinde werden durch die L 500 und L 510 erschlossen. Östlich befindet sich die Autobahnanschlussstelle Schladen-Nord an der A 36 in unmittelbarer Nähe.

#### Busverkehr
Die Ortschaften von Liebenburg sowie die benachbarten Städte Salzgitter und Goslar sind im Stundentakt mit den Bussen der Regionalbus Braunschweig GmbH zu erreichen.

#### Schienenverkehr
Das Gemeindegebiet verfügt aktuell über keinen Bahnanschluss im Passagierverkehr. Die nächsten Regionalbahnhöfe liegen in Salzgitter-Bad, Salzgitter-Ringelheim, Schladen, Vienenburg und Goslar. 
Der seit 1986 nicht mehr durch Passagierzüge bediente Bahnhof Othfresen an der Bahnstrecke Hildesheim–Goslar ist mindestens seit 2010 Gegenstand von Reaktivierungsüberlegungen. 
Auf der nördlich verlaufenden Strecke Börßum–Salzgitter-Bad (Warnetalbahn) findet nur noch gelegentlicher Museumsverkehr statt, der Bahnhof Klein Mahner wird dementsprechend ebenfalls nicht mehr im Personenverkehr bedient.

### Bildung
Liebenburg verfügt über zwei Grundschulen:
- Grundschule Liebenburg
- Grundschule Othfresen

Als weiterführende, allgemeinbildende Schule ist im Schulzentrum Liebenburg eine Oberschule, die Schule am Schloss, untergebracht.

## Persönlichkeiten

### Persönlichkeiten, die in der Gemeinde gewirkt haben
- Heinrich Meyer-Benfey (1869–1945), geboren in Liebenburg; Literaturhistoriker
- Clemens August Carl Klenze (1795–1838), geboren in Heißum;  Rechtswissenschaftler, Hochschullehrer und Kommunalpolitiker in Berlin
- Gerd Winner (* 1936), Maler und Grafiker

### Persönlichkeiten, die in der Gemeinde geboren wurden
- Theodor Schliephake (1808–1871), deutscher Philosoph, Geschichtsschreiber und Hochschullehrer
- Otto Hesse (1821–1904), preußischer Landrat
- Eduard Wendebourg (1857–1940), Architekt des Historismus
- Hans-Hermann Graf von Schweinitz und Krain (1883–1959), Marineoffizier